# Третій тайм (фільм, 2012)
Про однойменний радянський художній фільм див Третій тайм (фільм, 1962)
«Третій тайм» (макед. Трето полувреме) — македонсько-чесько-сербська воєнна драма 2012 року режисера Дарка Мітревського, знята кінокомпанією Kino Oko Production. Стрічка висувалася від Македонії на премію «Оскар» за найкращий фільм іноземною мовою, проте вона не була номінована.

## Сюжет
Дія відбувається в Скоп'є на початку 1940-х років. Футбольний клуб «Македонія» — аутсайдер югославського чемпіонату, гравці команди давно втратили надію на успіх. Власник клубу Димитрій, що знаходиться під великим враженням від успіхів Німеччини, приймає радикальне рішення — запрошує як тренера німецького фахівця Рудольфа Шпіца. Після довгих виснажливих тренувань Шпіцу вдається поставити команді гру в нападі. «Македонія» здобуває перемогу в Белграді, що викликає в Скоп'є сплеск македонського патріотизму. Паралельно розвивається романтична історія взаємин між бідняком Костею, нападником команди, і молодою красунею Ребеккою, дочкою найбагатшого в місті єврейського банкіра.
Після окупації Югославії німецько-італійсько-болгарськими військами починаються гоніння проти євреїв, що безпосередньо зачіпає команду: «німець» Шпіц виявляється євреєм і позбавляється права бути присутнім на стадіоні під час матчів. Проте, «Македонія», яка виступає тепер в болгарському чемпіонаті, здобуває одну перемогу за іншою і претендує на чемпіонство. Проте влада зовсім не має намір дозволити провінційній команді, яку очолює єврей, завоювати трофей.

## У ролях
- Сашко Коцев — Костя
- Катаріна Івановська — Ребекка Коен
- Ріхард Заммель — Рудольф Шпіц
- Раде Шербеджія — Рафаель Коен, батько Ребекки
- Еміль Рубен — полковник Гарванов
- Мітко Апостоловський — Димитрій
- Тоні Михайловський — Панчо
- Ігор Ангелов — Африка
- Гораст Цветковський — Скептик
- Олівер Мітковський — Йордан
- Єлена Йованова - мати-єврейка